# V501 Близнецов
V501 Близнецов (лат. V501 Geminorum) — двойная затменная переменная звезда типа Беты Лиры (EB) в созвездии Близнецов на расстоянии приблизительно 4 073 световых лет (около 1 249 парсек) от Солнца. Видимая звёздная величина звезды — от +12,95m до +12,32m. Орбитальный период — около 0,8405 суток (20,171 часа).

## Характеристики
Первый компонент — жёлто-белая звезда спектрального класса F. Радиус — около 2,77 солнечных, светимость — около 12,159 солнечных. Эффективная температура — около 6477 К.
Второй компонент — жёлто-белая звезда спектрального класса F.